# 科克納河
53°32′56″N 15°55′17″E / 53.5488°N 15.9215°E

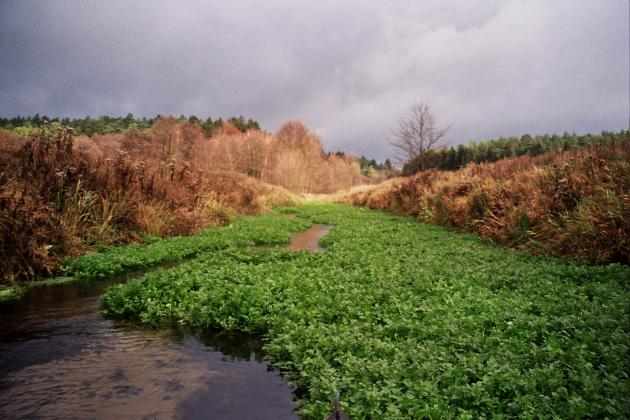

科克納河是波蘭的河流，位於該國西北部，處於西波美拉尼亞省，屬於德拉瓦河的右支流，河道全長24公里，流域面積142平方公里，該河流水質良好。